# ناحیه دونگ‌نه
ناحیهٔ دونگ‌نه (به کره‌ای: 동래구، به لاتین: Dongnae District) یک ناحیه در بوسان شمالی کره جنوبی است. این ناحیه حدود ۳۰۰٬۰۰۰ نفر جمعیت و ۱۶٫۷ کیلومتر مربع وسعت دارد. دونگ‌نه در گذشته شهری جدا و بندر اصلی جنوب شرق کره بوده‌است.

## خواهرخوانده
شهر هونگ‌کو خواهرخواندهٔ ناحیه دونگ‌نه است.